# LV-4037
La LV-4037 és una carretera de la Xarxa de Carreteres del Pirineu gestionada per la Generalitat de Catalunya i la Diputació de Lleida.
La LV-4037 és una carretera antigament anomenada veïnal, actualment gestionada per la Generalitat de Catalunya. La L'' correspon a la demarcació provincial de Lleida, i la V a la seva antiga consideració de veïnal.

## Recorregut
És una carretera de la Xarxa Local de Catalunya que transcorre íntegrament per la comarca de La Cerdanya, té l'origen a la N-260, a prop del municipi de Bellver de Cerdanya i acaba al municipi de Prullans. Un cop acaba la LV-4037 pots continuar per la Carretera d'Ardòvol que duu, fins al terme d'Ardòvol primer, Coborriu de la Llosa i Viliella, després.

### LV-4037
- Naixement a la N-260
- Terme de Prullans

### Camí Secundari
- Ardòvol
- La Serra
- Coborriu de la Llosa
- Viliella
- Lles de Cerdanya (LV-4036)